# 旺多姆圣三修道院
旺多姆圣三修道院（Abbaye de la Trinité de Vendôme）是一座古老的本笃会修道院，由安茹伯爵创建于1035年，1040年5月31日祝圣，位于法国中央-卢瓦尔河谷大区卢瓦-谢尔省旺多姆。这座修道院由教宗直接管理。1840年，修道院列为法国历史遗迹 。

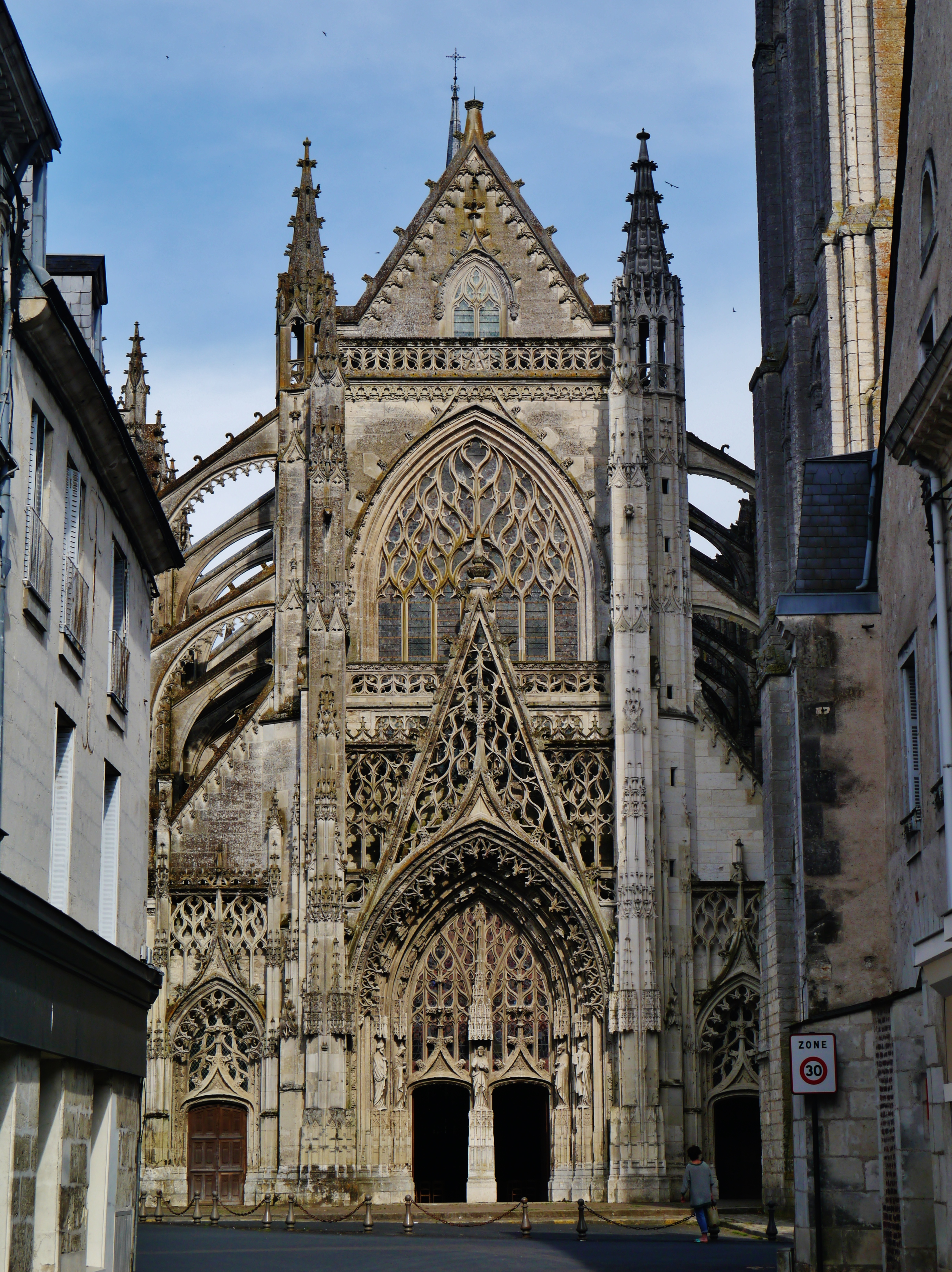